# Jan Karol Kochanowski
Jan Karol Kochanowski-Korwin (ur. 30 stycznia 1869 w Rożenku, zm. 6 października 1949 w Cielądzu) – historyk polski, profesor i rektor Uniwersytetu Warszawskiego, członek Polskiej Akademii Umiejętności, prezes Towarzystwa Naukowego Warszawskiego w latach 1918–1925, poseł na Sejm II kadencji w II RP.

## Życiorys
Był synem Jana (1840–1892), właściciela majątku Straszowa Wola, i Eufemii z Poraj-Koźmińskich. Uczęszczał do szkoły powszechnej w Kielcach i gimnazjum w Piotrkowie Trybunalskim. W latach 1888–1892 studiował historię, historię prawa, historię literatury oraz archeologię na Uniwersytecie Jagiellońskim, m.in. u Józefa Łepkowskiego, Stanisława Smolki, Stanisława Tarnowskiego, Bolesława Ulanowskiego. Kontynuował następnie studia w dziedzinie historii i historii literatury na Uniwersytecie Wrocławskim (1892–1894), które ukończył ze stopniem kandydata nauk historycznych (1894, na podstawie pracy O stosunkach włościańskich w Małopolsce XV wieku). Uzupełniał wykształcenie w Deutsches Historisches Institut w Rzymie (1894).
W latach 1908–1912 wykładał historię średniowieczną Polski w Towarzystwie Kursów Naukowych w Warszawie. Od 1919 był profesorem zwyczajnym Uniwersytetu Warszawskiego, kierował Katedrą Historii Polski Wieków Średnich i Nauk Pomocniczych Historii; pełnił funkcję prorektora w roku akademickim 1921/1922 oraz rektora (1920/1921). Wykładał do 1934, później był profesorem honorowym. W latach 1922–1934 prowadził również zajęcia w Archiwum Akt Dawnych w Warszawie.
Był członkiem dwóch czołowych instytucji naukowych – Polskiej Akademii Umiejętności i Towarzystwa Naukowego Warszawskiego. Na członka korespondenta PAU został wybrany w 1919, na członka czynnego w 1920; w latach 1920–1926 pełnił funkcję delegata PAU na ośrodek warszawski. Był w gronie członków założycieli Towarzystwa Naukowego Warszawskiego (1907), zasiadał w jego Zarządzie (1907–1925), przewodniczył Wydziałowi II (1910–1922) i Komisji Historycznej (1911–1913); w latach 1918–1925 był prezesem TNW. Ustąpił z władz towarzystwa (wspólnie z Franciszkiem Pułaskim) w 1925 po naciskach działaczy endeckich. Należał ponadto m.in. do Towarzystwa Miłośników Historii w Warszawie, Polskiego Towarzystwa Historycznego (członek honorowy), Kasy im. Mianowskiego; współpracował z Międzynarodowym Instytutem Socjologii w Paryżu.
Brał udział w Międzynarodowych Kongresach Historycznych w Rzymie (1903) i Londynie (1912) oraz Międzynarodowych Kongresach Socjologicznych w Londynie (1906), Berlinie (1909) i Rzymie (1912).
W latach 1928–1930 zasiadał w Sejmie RP z ramienia Bezpartyjnego Bloku Współpracy z Rządem. Uniwersytet w Padwie nadał mu doktorat honoris causa (1922). Został Kanclerzem pierwszej Kapituły Orderu Odrodzenia Polski, powołanej 2 sierpnia 1921; ponownie wybrany w 1927. Jako jeden z pierwszych 15 osób odznaczonych Orderem „Polonia Restituta”.
Zainteresowania naukowego Kochanowskiego obejmowały historię średniowieczną Polski, historię prawa polskiego, heraldykę, paleografię, metodologię historii, socjologię narodu. Opracował m.in. zarys dziejów Akademii Zamojskiej na tle humanizmu europejskiego. Był redaktorem działu historycznego Wielkiej Encyklopedii Powszechnej Ilustrowanej. Przygotował do wydania tom I Codex Diplomaticus et Commemorationum Masoviae Generalis (1919). Nie cieszył się szczególnym uznaniem jako wykładowca, natomiast ceniono go jako kierownika seminariów historycznych; Marceli Handelsman uznał za wzorowe opracowane przez Kochanowskiego indeksy i uzupełnienia odpisów ksiąg sądowych mazowieckich. Od połowy lat 30. zaprzestał badań historycznych (ograniczył również kontakty z przyjaciółmi ze środowiska historycznego, m.in. Szymonem Askenazym) i zajął się socjologią, ale jego prace w tej dziedzinie spotkały się z krytyką, m.in. Franciszka Bujaka. Podczas II wojny światowej swoje prywatne zbiory przekazał Bibliotece Ordynacji Krasińskich w Warszawie.

## Ordery i odznaczenia
- Wielka Wstęga Orderu Odrodzenia Polski (29 grudnia 1921)[4][5]
- Krzyż Oficerski Orderu Odrodzenia Polski (13 lipca 1921)[1][3][6]
- Krzyż Wielki Orderu Zasługi Cywilnej (Hiszpania)
- Krzyż Komandorski Orderu Legii Honorowej (Francja)

## Prace naukowe
Współpracował z pismami „Przegląd Akademicki”, „Poradnik dla Samouków”, „Przegląd Historyczny” (jego pierwszy redaktor naczelny w latach 1905–1916) oraz „Książka”. Ogłosił wiele prac naukowych, m.in.:
- Kilka słów w sprawie teorji historycznoheraldycznej Dr. Fr. Piekosińskiego (1890)
- Kazimierz Wielki, zarys żywota i panowania (1899–1900)
- Witold, Wielki Książę Litewski (1900)
- O heraldyce czyli o znajomości herbownictwa (1902)
- Echa prawieku i błyskawice praw dziejowych na tle teraźniejszości (1910)
- Nad Renem i nad Wisłą. Antyteza dziejowa (1912)
- Postęp ludzkości jako wyraz praw psychicznych rozwoju (1917)
- Polska w świetle psychiki własnej i obcej (1920)
- Wśród zagadnień naszej doby (1934)
- U kolebki polskich Korwinów (1937)

Był także encyklopedystą. Na prośbę Zygmunta Glogera napisał do jego Encyklopedii staropolskiej hasło Kalendarz. Jego nazwisko jako współtwórcę tej encyklopedii wymienia autor w posłowiu tomu IV .